# Üres halmaz
A matematikában üres halmaz alatt olyan halmazt értünk, amelynek nincsen eleme. Tekintettel arra, hogy két halmaz pontosan akkor egyenlő, ha az elemeik megegyeznek, ezért üres halmaz legfeljebb egy van, hiszen ezen definíció értelmében bármely két üres halmaz egyenlő egymással. Azt, hogy létezik legalább egy üres halmaz, az axiomatikus halmazelméletben általában külön axióma mondja ki.
Nem tévesztendő össze a nullhalmazokkal, melyek nulla mértékű halmazok. Egy ilyen halmaz végtelen sok elemet tartalmazhat.

## Definíció
Azt a halmazt, amelynek egyetlen eleme sincsen, üres halmaznak nevezzük. Jelölése {\displaystyle \emptyset } (André Weil vezette be) vagy {\displaystyle \{\}\,} (az előbbi a nulla elemszámra utal, az utóbbi pedig arra, hogy nincsen eleme). Az iskolai matematikatanításban inkább az utóbbit használják, hogy elkerüljék a félreértést: az üres halmaz nem semmi, hanem elem nélküli halmaz. Korábban használt jelölések: {\displaystyle \Lambda } és {\displaystyle {\mathit {\Phi }}}
Az ∅ HTML kódja &#8709;, illetve &empty;. Unicode-ban U+2205, LaTeX-ben \varnothing jelöli. Alternatív jele LaTeX-ben {\displaystyle \emptyset }, melynek kódja \emptyset. Nem tévesztendő össze az átmérő ⌀ jelének, melynek kódja U+2300 vagy az Ø skandináv betűvel (U+00D8 illetve U+00F8).

## Axiomatikus halmazelméleti vonatkozások
Az üres halmaz létezése egy formális-axiomatikus halmazelméletben a részhalmazaxióma következménye. Ha A tetszőleges halmaz, akkor a részhalmazaxióma szerint az {x ∈ A | x ≠ x } szintén egy létező halmaz. Azt, hogy egyáltalán létezik halmaz vagy egy külön létezési axiómából tudjuk, vagy a végtelenségi axióma rögzíti. (Valójában egy formális halmazelméletben egyáltalán nem szükséges egy létezési axióma megkövetelése, hiszen az előbbi A halmaz szerepét a halmazelmélet akármelyik termje játszhatja. Az informális, természetes nyelven kifejtett halmazelméletekben általában „kívánkozik” egy létezési axióma megkövetelése.)
Az üres halmaz egyértelműen van meghatározva a következő értelemben. A
{\displaystyle (\exists !\,x)(\forall \,y)(y\in x\Leftrightarrow y\in \emptyset )}
formula tétel, egyrészt az előzőek miatt igaz az egzisztencia, másrészt a meghatározottsági axióma miatt ha van {\displaystyle x_{1}} és {\displaystyle x_{2}}, melyre a fenti egzisztenciatulajdonság igaz, akkor ezek egyenlők.
A létezés axiómáját először Ernst Zermelo fogalmazta meg halmazelméletében (lásd Zermelo-halmazelmélet). Később bekerült a ZF Zermelo-Fraenkel-halmazelméletbe. Szavakkal: Van olyan halmaz, melynek nincsenek elemei. Képlettel:
{\displaystyle \exists H\colon \forall X\colon \lnot (X\in H)}

## Tulajdonságok
Tetszőleges {\displaystyle A} halmazra érvényesek a következő állítások:
- {\displaystyle \emptyset \subseteq A}
- {\displaystyle \emptyset \cup A=A}
- {\displaystyle \emptyset \cap A=\emptyset }
- {\displaystyle \emptyset \times A=\emptyset }
- {\displaystyle A\subseteq \emptyset \Rightarrow A=\emptyset }
- {\displaystyle {\mathcal {P}}(\emptyset )=\left\{\emptyset \right\}}
- Legyen {\displaystyle A} halmaz, és {\displaystyle f\colon A\to \emptyset } leképezés. Ekkor {\displaystyle A} üres.
- Minden topologikus térben egyszerre nyílt és zárt halmaz.
- Minden mértéktérben mérhető, mértéke minden mérték szerint 0.
- A nullvektortér egyetlen bázisa.

Az üres halmaz egy érdekes tulajdonsága, hogy tetszőleges {\displaystyle T} tulajdonságra teljesül a
{\displaystyle (\forall \,x\in \emptyset )\,T}
kijelentés, ellenkező esetben ugyanis létezne nem T tulajdonságú eleme az üres halmaznak, ami azért ellentmondás, mert az üres halmaznak egyáltalán nincs eleme. Például az üres halmaz függvény, rendezett halmaz, sőt szigorúan monoton függvény és félcsoport (alaphalmaza) is, de például nem lehet csoport (alaphalmaza), hiszen ott megkövetelnek legalább egy elem létezését. Semmilyen egzisztenciális tulajdonság nem teljesül az üres halmazra, de azok az állítások, amelyek nem egzisztenciálisak, igen.
Az üres halmaz rendezett párok üres halmaza, így tekinthető relációnak, sőt függvénynek. Ez mondható úgy is, mint: Az üres halmaz a halmazok kategóriájának kezdeti eleme.
A halmazok számosságának a definíciója értelmében a üres halmaz véges halmaz és a számossága {\displaystyle 0}. Így reprezentálja a 0 kardinális számot és a 0 rendszámot. Az egyetlen halmaz, melyet számossága egyértelműen meghatároz.
Ugyanis tetszőleges véges H halmaz számossága az n ∈ N természetes szám, ha létezik bijekció H-ból n-be (ahol n a sztenderd halmazelméleti definíció természetes szám objektuma, melyre teljesül az n = {0,1,…,n-1} patologikus tulajdonság). Persze, n = 0 esetén az előbbi halmaz üres, így létezik {\displaystyle \emptyset } {\displaystyle \rightarrow } {\displaystyle 0\,}={\displaystyle \emptyset } bijekció, hisz az üres függvény ilyen.

## Fordítás
Ez a szócikk részben vagy egészben  a   Leere Menge című német Wikipédia-szócikk fordításán alapul.  Az eredeti cikk szerkesztőit annak laptörténete sorolja fel. Ez a jelzés csupán a megfogalmazás eredetét és a szerzői jogokat jelzi, nem szolgál a cikkben szereplő információk forrásmegjelöléseként.